# مدرسه پیکو
مدرسهٔ پیکو (به انگلیسی: Pico's School) یک بازی فلش توسعه‌یافته توسط تام فولپ می‌باشد که در سال ۱۹۹۹ بر روی نیوگراندز منتشر گردید.

## داستان
هنگام درس دادن سیب و موز، هم‌کلاسی پیکو، کاساندرا، کلاس را بهم می‌زند تا سیستم آموزشی آمریکا را محکوم کند و قبل از آغاز شلیک کردن بر روی هم‌دانشجویان می‌گوید که معتقد است که این سیستم «چرند» است. پیکو در طول هرج و مرج از هوش می‌رود و موفق می‌شود از کلاس درس فرار کند و متوجه می‌شود اکثر همکلاسی‌هایش کشته شده‌اند. هنگامی که پیکو با بچه‌های گوت مبارزه می‌کند، پی می‌برد کاساندرا به آن‌ها نفوذ کرده‌است. سپس بعدها معلوم می‌شود کاساندرا نوعی بیگانه است و پیکو باید او را شکست دهد.

## گیم‌پلی
مدرسهٔ پیکو به بازیکنان این امکان را می‌دهد که مسیرهای گوناگونی را در پی سالن‌های مدرسه طی کنند، همچنین می‌توانند با دانش‌آموزان بازمانده گفتگو کنند، و در نبردهای دشمنان نیز شرکت کنند، هدایت همه‌چیز بازی با کلیک‌های ماوس انجام می‌شود.